# النبيت المهبلي في الحمل
يختلف النبيت المهبلي في الحمل، أو الجراثيم المهبلية في فترة الحمل، عن البيت المهبلي (عدد الكائنات الحية الدقيقة التي تعيش في المهبل) قبل النضج الجنسي، خلال سنوات الإنجاب، وبعد سن اليأس. لا يتضمن هذا المقال وصفًا للجراثيم المهبلية للنساء الحوامل اللواتي يعانين من نقص المناعة. يختلف تكوين الجراثيم المهبلية اختلافًا كبيرًا في فترة الحمل.
لا تظهر أي أعراض للبكتيريا أو الفيروسات التي تكون معدية في معظم الأحيان أثناء فترة الحمل.

## البكتيريا المهبلية الطبيعية
تشمل أنواع البكتيريا الأولية المستوطنة في الشخص السليم، بكتيريا الأسيدوفيلس وبكتيريا دوديرلين وحمض اللاكتيك الناتج عن هذه البكتيريا (بعض الأنواع تنتج فوق أكسيد الهيدروجين أو المضادات الحيوية) مصحوبة مع السوائل التي تفرز خلال الإثارة الجنسية تكون مسئولة بصورة كبيرة عن الرائحة المميزة المرتبطة بمنطقة المهبل.

## البكتيريا المهبلية أثناء الحمل
يعتقد أن النبيت المهبلي في الحمل العادي، يوفر حماية من العدوى. عادةً ما تكون الجراثيم السائدة خلال فترة الحمل هي بكتيريا دوديرلين. يمكن أن يتغير تكوين الميكروبات خلال فترة الحمل إذا أصبحت جماعات الكائنات الحية الدقيقة أكثر تنوعًا، مما ينتج عنه زيادة مخاطر نتائج الحمل السلبية. تشيع الإفرازات المهبلية أثناء الحمل ولكنها ليست مؤشرًا على التهاب المهبل البكتيري أو وجود ميكروبات غير طبيعية بالمهبل. تم العثور على أن علاج تلك الميكروبات غير الطبيعية المهبلية باستخدام حمض اللاكتيك والاستريول أثناء الحمل يعيد الجراثيم المهبلية إلى حالتها الطبيعية.
ينشأ التهاب المهبل البكتيري في الحمل نتيجة لتغير الجراثيم المهبلية الطبيعية أثناء فترة الحمل، مما قد ينقل العدوى داخل الرحم في الحمل مما يسبب الالتهاب. قد تعاني النساء من أعراض قليلة أو معدومة. يؤدي هذا في بعض الأحيان إلى التهاب المشيمة والسلى) وغيرها من نتائج الحمل السلبية. تشمل البكتيريا المسببة لالتهاب المهبل البكتيري في الحمل الكائنات التالية:
- المغزلية المنواة
- المكورة العنقودية
- البكتيريا العقدية
- الضمورية المهبلية
- المفطورة
- البكتيريا المغزلية[6]

## التاريخ
بدأت التحقيقات في الميكروبات الحيوية المرتبطة بالإنجاب حوالي عام 1885 على يد ثيودور إشريش. وكتب أن العقي في حديثي الولادة خالٍ من البكتيريا، وفسّر هذا على أن بيئة الرحم تعتبر بيئة معقمة خالية من الجراثيم. استخدمت تحقيقات أخرى حفاضات معقمة لجمع العقي. لم تكن البكتيريا قادرة على الاستزراع ف تلك العينات. تم الكشف عن أن البكتيريا تتناسب بشكل مباشر مع الوقت بين الولادة ومرور العقي.

## روابط خارجية
- A Metagenomic Approach to Characterization of the Vaginal Microbiome Signature in Pregnancy. Kjersti Aagaard, Kevin Riehle, Jun Ma, Nicola Segata, Toni-Ann Mistretta, Cristian Coarfa, Sabeen Raza, Sean Rosenbaum, Ignatia Van den Veyver, Aleksandar Milosavljevic, Dirk Gevers, Curtis Huttenhower, Joseph Petrosino, James Versalovic. PLoS ONE volume 7, issue 6. (2012) ISSN 1932-6203 دُوِي:10.1371/journal.pone.0036466